# بيلي هود
بيلي هود (بالإنجليزية: Billy Hood)‏ هو لاعب كرة قدم بريطاني (وحمل سابقاً جنسية المملكة المتحدة لبريطانيا العظمى وأيرلندا) في مركز الهجوم، ولد في 1873 في المملكة المتحدة. لعب مع مانشستر يونايتد.